# Chantelouve
Chantelouve korábbi község (település) Franciaországban, Isère megyében. 2019. január 1-jén Le Périer községgel egyesült és Chantepérier új község része lett.
Lakosainak száma 80 fő (2018. január 1.). Chantelouve Ornon, Villard-Notre-Dame, Villard-Reymond, Le Bourg-d’Oisans, Lavaldens és Le Périer községekkel határos.

## Népesség
A település népességének változása:
| Lakosok száma | 80   | 80   | 81   | 80   | 80   |
|               | 2013 | 2015 | 2016 | 2017 | 2018 |